# Metachroma texanum
Metachroma texanum är en skalbaggsart som beskrevs av Schaeffer 1919. Metachroma texanum ingår i släktet Metachroma och familjen bladbaggar. Inga underarter finns listade i Catalogue of Life.